# Kacper Urbański
Kacper Urbański (Gdańsk, 7 september 2004) is een Pools voetballer die sinds 2025 speelt voor AC Monza, gehuurd van Bologna FC 1909.

## Clubcarrière

### Lechia Gdańsk
Urbański ruilde in 2016 de Akademia Piłkarska Lechia Gdańsk voor de jeugdopleiding van Lechia Gdańsk. In het seizoen 2019/20 maakte hij zijn eerste opwachting in het tweede elftal van de club. Zijn eerste officiële optreden in het eerste elftal volgde op 21 december 2019: in de competitiewedstrijd tegen Raków Częstochowa (0-3-verlies) liet trainer Piotr Stokowiec hem in de 86e minuut invallen voor Patryk Lipski. De vijftienjarige Urbański werd zo de tweede jongste speler ooit in de Ekstraklasa. Toen hij op 14 februari 2020 een basisplaats kreeg tegen Piast Gliwice (1-0-zege), werd hij de jongste speler ooit die een basisplaats kreeg in de Ekstraklasa.

### Bologna FC 1909
In het voorjaar van 2021 nam de Italiaanse eersteklasser Bologna FC 1909 hem voor de rest van het seizoen op huurbasis over van Lechia Gdańsk. Op 12 mei 2021 liet trainer Siniša Mihajlović hem debuteren in de Serie A: op de 36e competitiespeeldag mocht hij tegen Genoa CFC (0-2-verlies) in de 89e minuut invallen voor Roberto Soriano. Met zijn 16 jaar en 247 dagen kwam hij in de top tien terecht van jongste buitenlandse speler ooit in de Serie A, na onder meer de Bulgaar Valeri Bojinov, de Griek Lampros Choutos en de Ghanees Nana Welbeck.
Na afloop van de uitleenbeurt nam Bologna hem definitief over van Lechia Gdańsk. Dat leidde niet tot meer speelminuten in het eerste elftal: in het seizoen 2021/22 mocht hij op de slotspeeldag van de Serie A bij de rust invallen tegen het reeds tot degradatie veroordeelde Genoa CFC, in het seizoen daarop speelde hij zelfs geen enkele officiële wedstrijd voor het eerste elftal van de club. Desondanks werd het aflopende contract van Urbánski, die weliswaar degelijke statistieken behaalde in de Campionato Primavera 1, in de zomer van 2023 opengebroken: de Pool ondertekende een contract tot medio 2025 met optie op een extra jaar bij de club.

### AC Monza
Op 25 januari 2025, werd Urbański verhuurd aan AC Monza tot aan het einde van het seizoen.

## Interlandcarrière
Urbański kwam vanaf 2019 uit voor diverse Poolse jeugdelftallen. In juli 2023 nam hij met Polen –19 deel aan het EK onder 23 in Malta. Urbański speelde er 90 minuten in de groepswedstrijden tegen Portugal (0–2-verlies) en Malta (0–2-winst), en viel tijdens de derde groepswedstrijd tegen Italië bij de rust in.
Op 7 juni 2024 maakte Urbański z'n interlanddebuut voor Polen in een vriendschappelijke wedstrijd tegen Oekraïne. Die dag raakte ook bekend dat de tiener deel uitmaakte van de selectie van bondscoach Michał Probierz voor het EK 2024. Urbański kwam op het EK in alle drie de groepswedstrijden van Polen aan spelen toe: tegen Nederland (1–2-nederlaag) werd hij na 55 minuten gewisseld, tegen Oostenrijk (1–3-nederlaag) viel hij een paar minuten voor het einde van de reguliere speeltijd in voor Piotr Zieliński,  tegen Frankrijk (1–1-gelijkspel) speelde hij dan weer een volledige wedstrijd.
| Interlands van Kacper Urbański voor Polen | Interlands van Kacper Urbański voor Polen | Interlands van Kacper Urbański voor Polen | Interlands van Kacper Urbański voor Polen | Interlands van Kacper Urbański voor Polen | Interlands van Kacper Urbański voor Polen | Interlands van Kacper Urbański voor Polen |
| No.                                       | Datum                                     | Wedstrijd                                 | Uitslag                                   | Soort Wedstrijd                           | Doelpunten                                |                                           |
| Als speler bij Bologna FC 1909            | Als speler bij Bologna FC 1909            | Als speler bij Bologna FC 1909            | Als speler bij Bologna FC 1909            | Als speler bij Bologna FC 1909            | Als speler bij Bologna FC 1909            | Als speler bij Bologna FC 1909            |
| ----------------------------------------- | ----------------------------------------- | ----------------------------------------- | ----------------------------------------- | ----------------------------------------- | ----------------------------------------- | ----------------------------------------- |
| 1.                                        | 7 juni 2024                               | Polen – Oekraïne                          | 3 – 1                                     | Vriendschappelijk                         | -                                         |                                           |
| 2.                                        | 10 juni 2024                              | Polen – Turkije                           | 2 – 1                                     | Vriendschappelijk                         | -                                         |                                           |
| 3.                                        | 16 juni 2024                              | Polen – Nederland                         | 1 – 2                                     | EK 2024                                   | -                                         |                                           |
| 4.                                        | 21 juni 2024                              | Polen – Oostenrijk                        | 1 – 3                                     | EK 2024                                   | -                                         |                                           |
| 5.                                        | 25 juni 2024                              | Frankrijk – Polen                         | 1 – 1                                     | EK 2024                                   | -                                         |                                           |
| 6                                         | 5 september 2024                          | Schotland – Polen                         | 2 – 3                                     | Nations League 2024/25                    | -                                         |                                           |
| 7                                         | 8 september 2024                          | Kroatië – Polen                           | 1 – 0                                     | Nations League 2024/25                    | -                                         |                                           |
| 8                                         | 12 oktober 2024                           | Polen – Portugal                          | 1 – 3                                     | Nations League 2024/25                    | -                                         |                                           |
| 9                                         | 15 oktober 2024                           | Polen – Kroatië                           | 3 – 3                                     | Nations League 2024/25                    | -                                         |                                           |
| 10                                        | 15 november 2024                          | Portugal – Polen                          | 5 – 1                                     | Nations League 2024/25                    | -                                         |                                           |
| 11                                        | 18 november 2024                          | Polen – Schotland                         | 1 – 2                                     | Nations League 2024/25                    | -                                         |                                           |
| Totaal                                    | Totaal                                    | Totaal                                    | Totaal                                    | Totaal                                    | -                                         |                                           |

Bijgewerkt tot 18 november 2024
1 Skorupski ·
2 Holm ·
3 Posch ·
5 Erlić ·
6 Moro ·
7 Orsolini ·
8 Freuler ·
9 Castro ·
10 Karlsson ·
11 Ndoye ·
14 Iling-Junior ·
15 Casale ·
16 Corazza ·
17 El Azzouzi ·
18 Pobega ·
19 Ferguson  ·
20 Aebischer ·
21 Odgaard ·
22 Lykogiannis ·
23 Bagnolini ·
24 Dallinga ·
26 Lucumí ·
28 Cambiaghi ·
29 De Silvestri ·
30 Domínguez ·
31 Beukema ·
33 Miranda ·
34 Ravaglia ·
80 Fabbian ·
82 Urbański ·
Coach: Italiano
1 Szczęsny ·
2 Salamon ·
3 Dawidowicz ·
4 Walukiewicz ·
5 Bednarek ·
6 Piotrowski ·
7 Świderski ·
8 Moder ·
9 Lewandowski  ·
10 Zieliński ·
11 Grosicki ·
12 Skorupski ·
13 Romanczuk ·
14 Kiwior ·
15 Puchacz ·
16 Buksa ·
17 D. Szymański ·
18 Bereszyński ·
19 Frankowski ·
20 S. Szymański ·
21 Zalewski ·
22 Bułka ·
23 Piątek ·
24 Slisz ·
25 Skóraś ·
26 Urbański ·
Coach: Probierz